# 張蔚增
張蔚增，廣東省惠州府博羅縣人，清朝政治人物、進士出身。
光緒十六年（1890年），参加光緒庚寅科殿試，登進士二甲69名。同年五月，授工部主事。